# Jeunesse sportive de Saoura
Pour les articles homonymes, voir JSS.
Maillots
Actualités
La Jeunesse Sportive de Saoura (en arabe : الشبيبة الرياضية للساورة), plus communément appelée la JS Saoura ou simplement JSS , est un club de football algérien fondé en 2008 et basé à Béchar, dans la wilaya éponyme. 
Après plusieurs accessions consécutives, la Saoura devient lors de la saison 2012-2013, le premier club de football du sud algérien à accéder en Première Division du championnat national algérien. Le club a aussi trois autres disciplines: le tennis, le volleyball et le judo.

## Historique
La Jeunesse Sportive de Saoura actuelle a été précédé par un autre club qui est  fondé le 10 juin 1968, à la suite de la fusion de la JSB (Jeunesse Sportive de Béchar) et de la ESD (Étoile du Sud de Debdaba).

### Fondation du club
Le club est fondé en 2008 dans la commune de Meridja, et porta le nom de la Saoura. Lors de la saison 2008-2009, la JS Saoura évolue en Ligue régionale de Béchar, où elle termine à la première place et remporte la promotion en Inter-régions. La saison suivante, la Saoura remporte le groupe Ouest de la division Inter-régions.
Durant la saison 2010-2011, la JS Saoura termine première du groupe Centre-Ouest de la Division nationale amateur. Ce qui lui permet d'accéder en Ligue 2.

### Accession historique en Première division nationale: 2012
Le 17 avril 2012, la Saoura bat le SA Mohammadia 3-1, pour terminer la saison à la deuxième place de Ligue 2. Le club accède ainsi en Ligue 1, et rejoint pour la première fois de son histoire l'élite du football algérien. Il sera le premier club du sud algérien à accéder en Première division.
Depuis la saison 2012-2013, la Saoura évolue en D1, elle se classe 9e  durant les saisons: 2012-2013 et 2013-2014.

## Résultats sportifs

### Palmarès
| Compétitions nationales | Compétitions internationales                                                                          |
| --- | --- |
| - Ligue 1 - Vice-champion : 2016 et 2018. - Ligue 2 (1) - Champion : 2012. - DNA (1) - Champion Gr. Ouest : 2011. - Inter-Région (1) - Champion Gr. Ouest : 2010. - Régional I (1) - Champion Ligue Régionale de Béchar : 2009. | Ligue des champions de la CAF - 8e de finale : 2019. Coupe de la confédération - 8e de finale : 2022. |

| Compétitions jeunes |
| --- |
| - Coupe d'Algérie Espoirs (1) - Vainqueur : 2016. - Coupe d'Algérie Junior - Finaliste : 2014. - Coupe d'Algérie Minimes - Finaliste : 2016. |

### Résultats par saison

#### Bilan sportif, records et distinctions
Le tableau suivant liste les records des nombres des matchs et buteurs disputés en Ligue 1 depuis 2012/13 - 2023/24.
| Nationale        | Saisons | Titres | J   | G   | N   | P   | Bp  | Bc  | Diff | Points |
| ---------------- | ------- | ------ | --- | --- | --- | --- | --- | --- | ---- | ------ |
| Ligue 1          | 12      | 0      | 364 | 155 | 101 | 108 | 440 | 328 | +112 | 557    |
| Ligue 2          | 1       | 0      | 30  | 17  | 5   | 8   | 48  | 26  | +22  | 56     |
| Division 3       | 2       | 1      | 52  | 32  | 13  | 7   | 85  | 43  | +42  | 109    |
| Inter-régions D4 | 1       | 1      | 28  | 17  | 7   | 4   | 39  | 20  | +19  | 58     |
| Régional I D5    | 1       | 1      | ?   | ?   | ?   | ?   | ?   | ?   | ?    | ?      |
| Total Général    | 7       | 3      | 474 | 221 | 126 | 127 | 612 | 417 | +195 | 780    |

### Participation internationale
Après son classement comme vice-champion lors de la saison 2015-2016, la Saoura participe à la Ligue des Champions de la CAF (C1), et cela fut une grande fête à la ville de Béchar, qui accueille ainsi pour la première fois un match international. La Saoura affronte au tour préliminaire le représentant du Nigeria, le Enugu Rangers et se voit éliminée.

## Personnalités du club

### Joueurs emblématiques
| Joueurs les plus capés  | Joueurs les plus capés |
| Joueurs                 | Matchs                 |
| ----------------------- | ---------------------- |
| Mohamed El Amine Hammia | 266                    |
| Adel Bouchiba           | 203                    |
| Nabil Bousmaha          | 188                    |
| Abdeljalil Saâd         | 173                    |
| Hamza Zaidi             | 159                    |
| Messala Merbah          | 122                    |
| Mohamed Amrane          | 120                    |

| Meilleurs buteurs       | Meilleurs buteurs |
| Joueurs                 | Buts              |
| ----------------------- | ----------------- |
| Mohamed El Amine Hammia | 38                |
| Moustapha Djallit       | 35                |
| Abdeljalil Saâd         | 30                |

### Entraîneurs
| Rang | Nat. | Nom                | Période                             | Durée            | J  | G  | N | P  |
| ---- | ---- | ------------------ | ----------------------------------- | ---------------- | -- | -- | - | -- |
| 1    |      | Mohamed Benhafiane | 2008 - 2009                         | 1 an             |    |    |   |    |
| 2    |      | Mohamed Benhafiane | 2009 - 2010                         | 1 an             |    |    |   |    |
| 3    |      | Mohamed Benhafiane | 1er juillet 2010 - 30 juin 2011     | 1 an             |    |    |   |    |
| 4    |      | Abdellah Mecheri   | 1er juillet 2011 - 28 août 2011     | 1,9 mois         |    |    |   |    |
| 5    |      | Chérif Hadjar      | 1er juillet 2012 - 30 juin 2013     | 1 an             | 30 | 10 | 8 | 12 |
| 6    |      | Abdelkader Amrani  | 1er juillet 2013 - 27 août 2013     | 1,9 mois         | 1  | 1  | 0 | 0  |
| 7    |      | Ali Mechiche       | 29 août 2013 - 8 décembre           | 3,3 mois         | 12 | 3  | 3 | 6  |
| 8    |      | Alain Michel       | 20 décembre 2013 - 3 septembre 2014 | 8,5 mois         | 19 | 9  | 5 | 5  |
| 9    |      | El Hadi Khezzar    | 4 septembre 2014 - 15 novembre 2014 | 2,4 mois         | 7  | 2  | 1 | 4  |
| 10   |      | Denis Goavec       | 17 novembre 2014 - 3 février 2015   | 2,6 mois         | 9  | 3  | 3 | 3  |
| 11   |      | Mohamed Henkouche  | 26 février 2015 - 30 juin 2015      | 4,1 mois         | 9  | 3  | 3 | 3  |
| 12   |      | Bernard Simondi    | 1er juillet 2015 - 3 oct. 2015      | 3,1 mois         | 7  | 1  | 5 | 1  |
| 13   |      | Karim Khouda       | 4 oct. 2015 - 4 avril 2016          | 6,1 mois         | 18 | 7  | 6 | 5  |
| 14   |      | Mohamed Gourari    | 5 avril 2016 - 30 juin 2016         | 4,7 mois         | 6  | 4  | 1 | 1  |
| 15   |      | Sébastien Desabre  | 2 juillet 2016 - 17 août 2016       | 02 mois          | 2  | 1  | 0 | 1  |
| 16   |      | Salem Laoufi       | août 2016 - 24 septembre 2016       | 25 jours         | 3  | 0  | 1 | 2  |
| 17   |      | Karim Khouda       | 27 septembre 2016 - 30 mai 2017     | 08 mois 03 jours | 24 | 10 | 8 | 6  |
| 18   |      | Walid Bouzerag     | 1 juin 2017 - 30 juin 2017          |                  |    |    |   |    |
| 19   |      | Fouad Bouali       | 7 juil. 2017 - 28 janv. 2018        |                  |    |    |   |    |
| 20   |      | Karim Khouda       | 29 janv. 2018 - 5 mars 2018         |                  |    |    |   |    |
| 21   |      | Nabil Neghiz       | 8 mars 2018 - 19 janv. 2019         |                  |    |    |   |    |
| 22   |      | Karim Zaoui        | 20 janv. 2019 - 30 juin 2019        |                  |    |    |   |    |
| 23   |      | Moez Bououkaz      | 2 juil. 2019 - 2 août 2019          |                  |    |    |   |    |
| 24   |      | Moustapha Djallit  | 3 août 2019 - 12 sept. 2019         |                  |    |    |   |    |
| 25   |      | Liamine Boughrara  | 13 sept. 2019 - 30 déc. 2019        |                  |    |    |   |    |
| 26   |      | Meziane Ighil      | 2 janv. 2020 - 15 fév. 2021         |                  |    |    |   |    |
| 27   |      | Moustapha Djallit  | 15 fév. 2021 - 14 sept. 2021        |                  |    |    |   |    |
| 28   |      | Kais Yaâkoubi      | 14 sept. 2021 - 9 avr. 2022         |                  |    |    |   |    |
| 29   |      | Moustapha Djallit  | 9 Avr. 2022 - 13 juil. 2022         |                  |    |    |   |    |
| 30   |      | Nacif Beyaoui      | 13 juil. 2022 - 22 sept. 2022       |                  |    |    |   |    |
| 31   |      | Moufdi Cherdoud    | 22 sept. 2022 - 26 oct. 2022        |                  |    |    |   |    |
| 32   |      | Moustapha Djallit  | 26 oct. 2022 -                      |                  |    |    |   |    |
| 33   |      | Chérif Hadjar      | 2023 - 20 novembre 2023             |                  |    |    |   |    |

### Effectif professionnel actuel
Mise à jour:5 février 2024

## Identité du club

### Logo

Ancien logo du club (2008-2020).
Logo actuel du club (depuis 2020).

### Historique des noms
| Jeunesse Sportive de Saoura |
| --------------------------- |

## Structures du club

### Infrastructures
L'équipe s'entraîne et reçoit ses adversaires au stade du 20-Août-1955, un stade de football situé dans la ville de Béchar.

## Aspects juridiques et économiques

### Aspects juridiques
Le JS Saoura est un club affilié à la FAF. Le club est composé d'une association (CSA) et d'une société (SSPA). Le CSA gère la section amateur. La société JS Saoura possède le statut de Société sportive par actions (SSPA) depuis 2012. Cette SSPA comporte une direction et un conseil d'administration servant d'instrument de contrôle de la gestion du club. Elle a vocation à gérer à la fois la section professionnelle de la Saoura mais aussi les équipes de jeunes (des moins de douze ans jusqu'à l'équipe réserve).
L'actionnaire majoritaire du club depuis 2013, est la filiale de Sonatrach, Enafor avec 75% des actions, le reste est détenu par le Club sportif amateur.

### Aspects économiques

#### Sponsors
| - Enafor - Mobilis - PRODAG 2000 - APC de Béchar |

### Rivalités
Le rival de la Jeunesse Sportive de Saoura est l'autre club de la ville de Béchar, l'US Béchar Djedid.